# Europaweg (Groningen)
De Europaweg is een weg in Groningen, gelegen tussen het Damsterdiep en afslag 39 van de A7 (Westerbroek).
Tot 1962 werd de verbinding tussen de stad en de toenmalige rijksweg  naar Hoogezand verzorgd door een weg langs de oostzijde van het Oude Winschoterdiep waarvan een deel nog bestaat als Gideonweg. Mede door de komst van de Hunzecentrale werd besloten een nieuwe weg aan te leggen die ten oosten van deze centrale werd geprojecteerd. Deze Europaweg werd rond 1961 aangelegd. In 1971 was de zuidelijke ringweg gereed gekomen en nadat in 1973 de de functie als rijksweg van de weg naar Hoogezand langs het Winschoterdiep werd overgenomen door een nieuwe autosnelweg werd de Europaweg onderdeel van de A7.
De Europaweg ten zuiden van de Ring Groningen (Knooppunt Europaplein) was tot 2009 onderdeel van deze autosnelweg, dat door de aanleg van het Euvelgunnetracé als zodanig overbodig is geworden. Dit deel heeft nog kenmerken van een snelweg: zoals twee gescheiden rijbanen, minimaal vier rijstroken en de halfklaverbladaansluiting bij de Winschoterweg. De maximale snelheid is 70 kilometer per uur en vanaf de kruising van de Boumaboulevard en de Herningweg richting centrum is de maximale snelheid 50 km/h.

## Waterwegen
De Europaweg kruist tweemaal een scheepvaartkanaal. Deze zijn het:
- Eemskanaal via Oosterhavenbrug
- Winschoterdiep via de Gideonbrug